# IIFA Utsavam
Les prix IIFA Utsavam récompensent les réalisations artistiques et techniques de l'industrie cinématographique du sud de l'Inde. La cérémonie est organisée par l'Académie internationale du film indien et Wizcraft International, l'équipe à l'origine des International Indian Film Academy Awards et représente le cinéma télougou, le cinéma tamoul, le cinéma malayalam et le cinéma kannada. 
La cérémonie est instituée en 2016, après que les inondations de 2015, dans le sud de l'Inde, aient retardé l'événement de décembre 2015. Les prix sont présentés en deux parties distinctes, sur deux jours différents. Le premier jour, les artistes les plus prometteurs de l'industrie cinématographique des cinémas tamoul et malayalam sont récompensés, tandis que le second jour, les artistes et techniciens des industries cinématographiques des cinémas télougou et kannada sont honorés. Les candidats aux prix sont sélectionnés par un jury d'artistes et de professionnels chevronnés et élus par le public,.